# 王立地理学会
王立地理学会（おうりつちりがっかい、英語: Royal Geographical Society RGS）は、地理学の発展のために1830年に設立されたイギリスの学会。日本語では王立地理学協会、王立地学協会などとも訳される。今日においては、世界の地理学の中心的位置を占める学会であり、研究、教育、巡検とフィールドワークを支援し、世界の人々、場所、環境についての一般法則化と詳細な理解を奨励している。

## 歴史

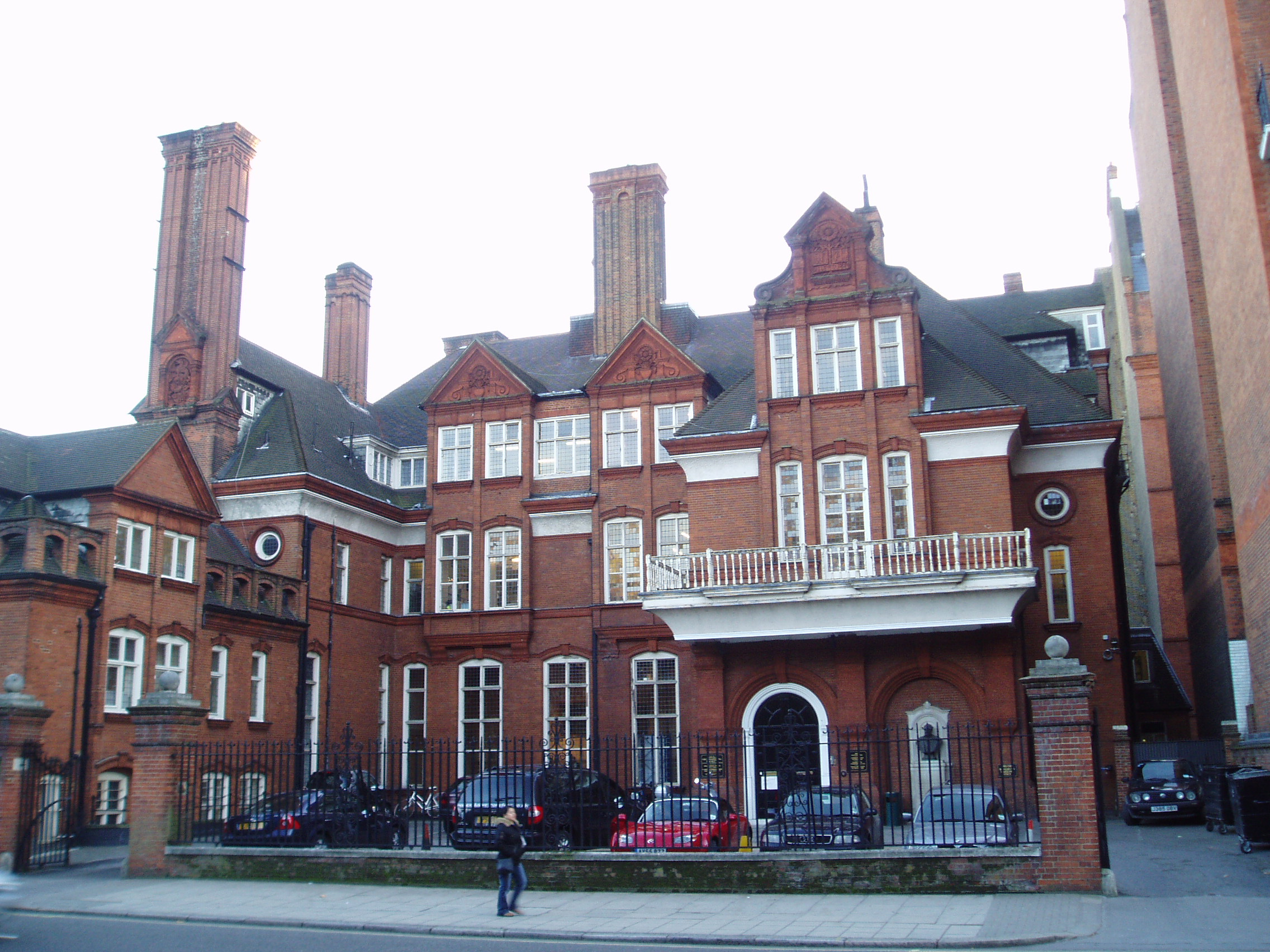
リチャード・ノーマン・ショウが設計した王立地理学会の本部「ロウザー・ロッジ」（Lowther Lodge）

王立地理学会は1830年にロンドン地理学会（Geographical Society of London）の名称で「地理学の発展」を推進する研究機関として発足した。世界で3番目に発足した地理学の学会である。後にローリークラブやパレスチナ協会と似た組織であるジョゼフ・バンクスが1788年に設立したアフリカ協会を吸収した。多くの学会と同様に、選ばれたメンバーが最近の科学的な問題や発想について議論するインフォーマルな晩餐会を開催する「ダイニングクラブ」として始まったのである。
設立メンバーには、ジョン・バロウ、ジョン・フランクリン、フランシス・ボーフォートらがいた。ウィリアム4世から賛助を得るようになったことから、次第に王立地理学会（The Royal Geographical Society, RGS）として知られるようになり、1859年にヴィクトリア女王から勅許状を受けた。
1830年から1840年にかけて、王立地理学会はロンドンのリージェント・ストリートにある王立園芸協会と部屋を共有し、1854年から1870年までホワイトホール・プレース（Whitehall Place）15番地に本部を置いた。1870年に、学会はサヴィル・ロウ1番地へ移転し、この住所はすぐさま冒険と旅行のイメージを持たれるようになった。また、学会は国家公務員任用委員会から、バーリントン・ガーデンズ（Burlington Gardens）に講義用の劇場を借用していた。しかし、こうした配置は窮屈で猥雑であると考えられていた。
- チャールズ・ダーウィン
- デイヴィッド・リヴィングストン
- ロバート・スコット
- リチャード・フランシス・バートン
- ジョン・ハニング・スピーク
- ヘンリー・モートン・スタンリー
- アーネスト・シャクルトン
- エドモンド・ヒラリー
- James Hingston Tuckey
- William Ogilvie
- George W. Hayward
- Percy Fawcett

以前インドの総督を務めたカーゾン侯爵を会長に選出した1911年に、学会は新しい推進力を得た。サヴィル・ロウの建物が売りに出され、現在の学会の本部所在地であるロウザー・ロッジを100,000ポンドで購入した。ロウザー・ロッジの使用は1913年4月に開始した。同年、学会への女性の入会を認めるようになった。
ロウザー・ロッジは1874年にリチャード・ノーマン・ショウがウィリアム・ロウザー（Hon William Lowther）のために建てたもので、ショウの活躍した時代には最も傑出したイギリス国内の建築であった。1929年に建物の東側を増築し、新しい地図室と750席の講義用の劇場を設置した。正式にはヨーク公（後のジョージ6世によって学会創立100周年記念として1930年10月21日に開かれた。100周年記念式典には日本から堀義貴が代表として参加した。
王立地理学会の歴史は、初期に「植民地」の探検、特にアフリカ、インド亜大陸、極地、中央アジアの探検と密接に関連していた。 チャールズ・ダーウィン、デイヴィッド・リヴィングストン、ヘンリー・モートン・スタンリーら多くの探検家・旅行家を支援した。19世紀末から第一次世界大戦まで、王立地理学会の支援した探検は頻繁にトップニュースとして扱われ、学会の会長や協議会はジャーナリストや編集者らから熱心な取材を受けた。また学会の初期の歴史はイギリスの地理学界の歴史と相互に連関していた。情報、地図、海図、知識は探検を通して収集され、王立地理学会に送られ、現在のユニークな地理的コレクションを形成している。1831年から1855年まで学会では大会や他の話題について掲載する『学会論文集』（Society Proceedings）を発行していた。
1893年に、現在まで刊行されているThe Geographical Journal誌に置き換わった。学会はイギリスの大学において教育・研究対象としての地理学を確立する上でも重要な役割を果たし、オックスフォード・ケンブリッジ両大学の地理学部門設立に資金提供を行った。1879年4月に日本初の地理学会である東京地学協会が発足するが、王立地理学会はその模範となった。初代の社長（会長）に北白川宮能久親王が就任し、皇室がパトロンになっている点も王立地理学会に倣っている。
地理学のより体系的な研究の登場により、1933年に王立地理学会所属のアカデミックなメンバーによって王立地理学会の姉妹学会として、英国地理学会（イギリス地理学会、英語: Institute of British Geographers, IBG）が設立された。当時の王立地理学会が貴族や軍人で占められ、The Geographical Journalも学術的な論究の場ではなかったからである。英国地理学会は学術大会、巡検、セミナー、専門の研究グループの運営を行い、学会誌Transactions of the Institute of British Geographers（Transactions）は現在では主要な国際誌として扱われ、地理学分野の「ランドマーク」的な研究を掲載している。当初、Transactionsは学会記事が中心で、発行は年1巻のみ、掲載される学術論文は通常1本であった。
1988年1月、王立地理学会は他のイギリスの地理学系学会との協議会（Council of British Geography, COBRIG）を発足させ、イギリス国内の地理学の発展と地理教育の向上を目指した。王立地理学会と英国地理学会は60年に渡って併存してきたが、1992年に合併が議論された。1994年に会員の投票が行われて合併が承認され、翌1995年1月に新しい王立地理学会（正式名称：Royal Geographical Society (with the Institute of British Geographers)、略称：RGS-IBG）が発足した。今日、王立地理学会はイギリス国内においても世界においても地理学分野の主要な学会である。ヨーロッパでは最大の地理学系学会で、世界でも最も大きな地理学系学会の1つである。イギリス国内に8つ、香港に1つの支部があり、地域での学会運営を行う。
地理学的な研究と教育、フィールドワーク、小巡検、地理学への一般の理解・人気の向上、地理情報の収集に関して多くの側面で支援と促進を行っている。ジオグラフィカル・アソシエーション（Geographical Association）や王立スコットランド地理学会（Royal Scottish Geographical Society）などの地理学系学会と協同することもある。
2004年に王立地理学会の学術的な探検や研究によって得られたイギリス国内外で重要な歴史的コレクションが初めて一般に公開された。また同年、新しい会員制度が導入され、広く一般の地理学に関心を有する人が学会に加入できるようにした。さらに同年には新しいフォイル閲覧室（Foyle Reading Room）とガラス・パビリオン（glass Pavilion）が一般公開となり、21世紀の学会の保有するものを知的・視覚的・物理的に解除した。例えば2012年にガラス・パビリオンにて1912年のロバート・スコット探検隊のヘルベルト・ポインティング（Herbert Ponting）が撮影した写真の展示を行った。

## 組織と役員

### 協議会

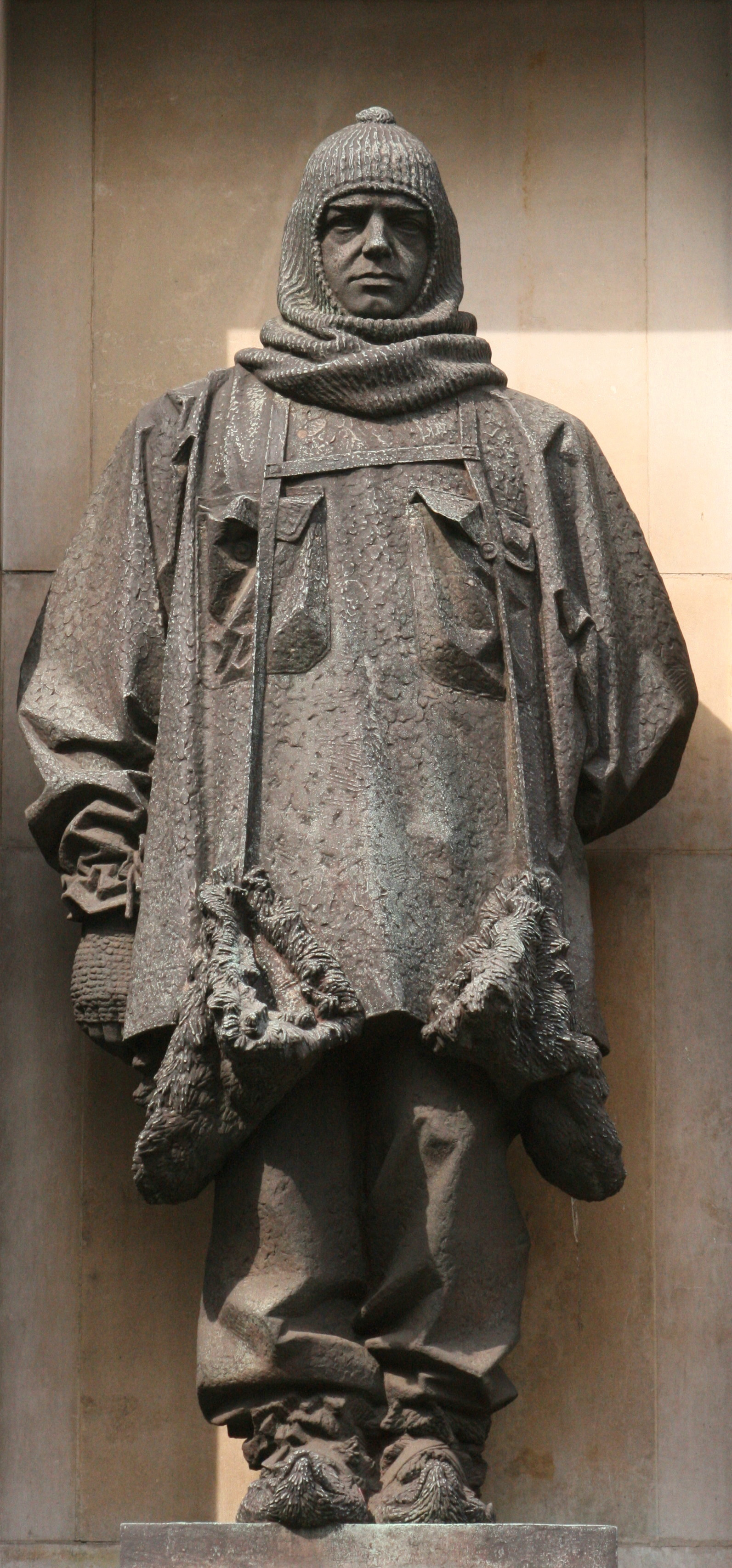
学会本部の壁面にあるチャールズ・サージェント・ジャガー（Charles Sargeant Jagger）によるアーネスト・シャクルトン像

学会は協議会（Council）と呼ばれる役員組織が運営しており、代表者は会長（President）である。協議会の役員及び会長は選挙により選出される。協議会は36名からなり、うち22人の任期は3年である。協議会の役員は名誉会員（名誉会長のケント公を含む）からも選出される。

### 委員会
王立地理学会は5つの専門委員会を持ち、助言を行っている。
- 教育委員会（Education Committee）
- 研究委員会（Research Committee）
- 研究旅行・フィールドワーク委員会（Expedition and Fieldwork Committee）
- 情報資源委員会（Information Resources Committee）
- 財務委員会（Finance Committee）

### 会長経験者
- ゴドリッチ子爵フレデリック・ジョン・ロビンソン（1830年 – 1833年)
- サー・ジョージ・マレー（英語版）（1833年 - 1835年）
- ロデリック・マーチソン（1843年 - 1845年、1851年 – 1853年、1856年 - 1859年、1862年 - 1871年）
- サー・ヘンリー・クレスウィック・ローリンソン（1871年 – 1873年、1874年 – 1876年）
- リチャード・ストレイチー（1887年 - 1889年）
- サー・マウントステュアート・グラント・ダフ（英語版）（1889年 - 1893年）
- サー・クレメンツ・ロバート・マーカム（1893年 – 1905年）
- ジョージ・トーブマン・ゴールディ（1905年 – 1908年）
- レオナルド・ダーウィン（Leonard Darwin、1905年 – 1911年）
- サー・トーマス・ハンガーフォード・ホールディッチ（Sir Thomas Hungerford Holdich、1919年 – 1922年）
- レイモンド・プリーストリー（Raymond Priestley、1961年 – 1963年）
- サー・ローレンス・ダドリー・スタンプ（Sir Laurence Dudley Stamp、1963年 – 1966年）
- エドワード・シャクルトン（1971年 – 1974年）
- サー・クリスピン・ティッケル（Sir Crispin Tickell、1989年 – 1993年）
- ジョージ・ジェリコー（George Jellicoe, 2nd Earl Jellicoe、1993年 – 1997年）
- ジョン・パーマー（John Palmer, 4th Earl of Selborne、1997年 – 2000年）
- マイケル・ペイリン（2009年 - 2012年）[11]
- ジュディス・リース（Judith Rees、2012年 – 2015年）
- ニコラス・クレイン（Nicholas Crane、2015年 – 2018年）
- リンダ・チョーカー（Lynda Chalker、2018年 - ）

## 会員
4種類の会員制度がある。

### 通常会員
地理学に興味のあるものは誰でも通常会員（ordinary membership）になる資格がある。

### 若年会員
14歳から24歳で、地理学の研究中または最近地理学および関連分野から離れた者は、若年会員（Young Geographer）になることができる。

### 特別会員
特別会員（Fellowship）は21歳以上で地理学に深く関与している者（調査、出版、教授ほか） または5年以上普通会員であった者ならば誰でも得る権利を有する称号である。申請者は協議会に申し出て、既に特別会員である者から賛同を得て、協議会によって選出される。特別会員は名前の後ろに"F.R.G.S."を付与する権利を得る。
探検家の髙橋大輔は特別会員である。

### 学生会員
学生会員（大学院生フェロー、Postgraduate Fellow of the Society）は地理学分野または関連する分野のイギリス国内の大学に通う大学院生の会員制度である。

## 勅許地理学者
2002年より、王立地理学会は勅許地理学者（Chartered Geographer）の称号の授与を開始した。地理学または関連する分野で学位を取得し、少なくとも6年以上の地理学的な経験を積んだ者、または学位は取得していないが、15年以上の地理学的な職業の経験を積んだ者のみ授与される権利がある。授与された者は継続的な専門的な研究開発能力を持ち、最高水準の能力を持つことが学会より証明されており、名前の後ろに"C Geog"を付与することが許される。勅許地理学者は教室の内外で地理学的な知識や技術を用いて経験・能力・専門性を発揮することができ、継続的な専門能力の開発によって専門的な水準を維持することができるものであるとみなすことができる。

## 研究グループ
特定分野の現役研究者や専門の地理学者による調査・研究グループが組織されている。27の研究グループがあり、各々セミナーや会合、その他活動を展開する。
| 研究グループ         | 研究グループ                   |
| -------------------- | ------------------------------ |
| 生物地理学           | イギリス地形学                 |
| 気候変動             | 受託研究・教育フォーラム       |
| 発展途上地域         | 経済地理学                     |
| 地理情報科学         | 病理地理学                     |
| レジャー・観光地理学 | 高等教育                       |
| 歴史地理学           | 地理学史・地理思想             |
| 山岳                 | 参加型地理学ワーキンググループ |
| 計画・環境           | 政治地理学                     |
| 人口地理学           | 大学院フォーラム               |
| ポスト社会主義地理学 | 定量的方法                     |
| 村落地理学           | 社会・文化地理学               |
| ジェンダー地理学     | 交通地理学                     |
| 都市地理学           | 女性と地理学                   |

## 賞と助成
王立地理学会は、地理学の発展に寄与した地理学者に多数の賞を贈っている。それらの賞の中で最も権威があるのは金メダル（Gold Medals）であり、1830年に制度化された創立者メダル（Founder's Medal）と1838年に制度化されたパトロンズ・メダル（Patron's Medal）がある。金メダルは「地理学と地理学的発見の発展・促進」に対して、エリザベス2世の承認の下、授与される。ウィリアム4世から毎年15ギニーが贈られる恒例の賞として1831年に始まった。1855年にデイヴィッド・リヴィングストン、1876年にNain Singh Rawat、1878年にフェルディナント・フォン・リヒトホーフェン、1892年にアルフレッド・ラッセル・ウォレス、1893年にFrederick Courtney Selous、1919年にウィリアム・モーリス・ディヴィス、1945年にハルフォード・マッキンダー、1949年にL. Dudley Stamp、1987年にRichard Chorley、1995年にデヴィッド・ハーヴェイといった高名な地理学者が受賞している。
学会が授与しているメダルと賞の総数は、特別な会員制度を含めて17である。その例を以下に示す。
- ヴィクトリア・メダル（Victoria Medal、1902年〜） - 「地理学研究における顕著な功績」に対して授与
- マーチソン賞（Murchison Award1882年〜） -  「近年地理学に最も寄与していると判断される出版物」を発表した人に対して授与
- バック賞（Back Award、1882年〜） - 「国内や国際的な公共政策の発展に顕著な貢献を行った科学的な地理学的研究」に対して授与
- バスクメダル（Busk Medal） - 「地理学や関連する科学において地理的な側面でイギリス国外の保護研究やフィールドワーク」に対して授与
- カスバート・ピーク賞（Cuthbert Peak Award、1883年〜） - 「地球観測と地図製作を含む、現代的な方法の適用によって人間が環境へ与える影響の地理的な知識を深めるもの」に対して授与
- エドワード・ヒース賞（Edward Heath Award、1984年〜） - 「ヨーロッパまたは発展途上国における地理学的な研究」に対して授与

また王立地理学会は、多目的の16種類の助成金を巡検やフィールドワークのために拠出しており、ラルフ・ブラウン（Ralph Brown）助成金とギルクリスト（Gilchrist）フィールドワーク助成金は£15,000が支給される。

## 関連文献
- Mill, H.R. (1930) The record of the Royal Geographical Society, 1830-1930, London : Royal Geographical Society, 288 p.
- Royal Geographical Society (2005) To the ends of the Earth : visions of a changing world : 175 years of exploration and photography, London : Bloomsbury, ISBN 0-7475-8138-X
- Winser, S. (Ed.) (2004) Royal Geographical Society with the Institute of British Geographers expedition handbook,  New ed., London : Profile, ISBN 1-86197-044-7